# Argumentum ad consequentiam
A expressão latina argumentum ad consequentiam ("argumento por consequência") é o argumento pelo qual uma premissa é verdadeira ou falsa em função das consequências desejadas ou indesejadas a que ela conduz. Este raciocínio é uma variedade do apelo à emoção e uma forma de falácia lógica, uma vez que o valor de uma premissa não depende do nosso desejo. Além disso, esse raciocínio possui sempre um conteúdo subjetivo.

## Estrutura lógica
O argumentum ad consequentiam pode assumir duas formas distintas, a forma direta e a forma por contradição.

### Forma direta
Se P, então Q vai acontecer.
Q é desejável.
Então P é verdade.

#### Exemplo explícito
Se Deus existe, então a natureza é bela.
Apreciamos a natureza bela.
Então Deus existe.

#### Exemplo implícito
Deus existe, observe como a natureza é bela.

### Forma por contradição
Se P, então Q vai acontecer.
Q é indesejável.
Então P é falso.

#### Exemplo explícito
Quando o chefe é incompetente, há demissões
Não queremos demissões
Então o chefe é competente.

#### Exemplo implícito
O chefe é competente, pois caso contrário, haveriam demissões.